# Consejería de Empleo, Empresa e Innovación de la Junta de Extremadura
La Consejería de Empleo, Empresa e Innovación es una consejería que forma parte de la Junta de Extremadura. Su actual consejera y máximo responsable es Cristina Elena Teniente Sánchez. Esta consejería auna las competencias autonómicas en materia de trabajo y promoción del empleo, ordenación y promoción industrial, comercio, promoción de la empresa y apoyo al emprendedor, modernización e innovación tecnológica, sociedad de la información, investigación y telecomunicaciones.
Tiene su sede en la Paseo de Roma de la capital extremeña, en el complejo administrativo de Morerías.

## Estructura Orgánica
- Secretaría General
  - Servicio de Administración General
  - Servicio de Gestión Presupuestaria
  - Servicio de Régimen Jurídico y Normativa
- Secretaría General de Competitividad, Comercio e Innovación Tecnológica
  - Servicio de Comercio
- Dirección General de Empresa y Actividad Emprendedora
  - Servicio de Promoción Empresarial
  - Servicio de Incentivos y Financiación Empresarial
- Secretaría General de Ciencia y Tecnología
  - Servicio de Recursos para la Investigación Científica
  - Servicio de Gestión Operativa TIC
  - Servicio de Tramitación y Normativa TIC

## Entes adscritos a la consejería
- Servicio Extremeño Público de Empleo - SEXPE
- Centro de Investigaciones Científicas y Tecnológicas

## Otros organismos dependientes
- Centro de Investigación de la Finca "La Orden-Valdesequera"
- Instituto Tecnológico Agroalimentario - INTAEX
- Instituto Tecnológico de las Rocas Ornamentales y Materiales de Construcción - INTROMAC
- Instituto del Corcho, la Madera y el Carbón Vegetal - IPROCOR
- Centro de Cirugía de Mínima Invasión Jesús Usón - CCMIJU
- Fundación para el Desarrollo de la Ciencia y la Tecnología de Extremadura - FUNDECYT
- Fundación Parque Científico y Tecnológico Archivado el 1 de febrero de 2016 en Wayback Machine.
- Fundación Computación y Tecnologías Avanzadas de Extremadura (COMPUTAEX)
- Centro Nacional de Agricultura Ecológica y de Montaña
- Centro Nacional del Cerdo Ibérico

## Lista de consejeros de Empleo
- José Antonio Jiménez García (1983-1987), como Consejero de Planificación y Desarrollo
- Ángel Álvarez Morales (1987-1989)
- Manuel Amigo Mateos (1989-1993)
- Joaquín Cuello Contreras (1993-1995)
- Victorino Mayoral Cortés (1995-2000)
- María Antonia Trujillo Rincón (2000-2003)
- Manuel Amigo Mateos (2003-2007)
- Pilar Lucio Carrasco (2007-2011)
- Cristina Elena Teniente Sánchez (2011-Actualidad)

## Lista de consejeros de Desarrollo Empresarial
- José Antonio Jiménez García (1983-1987), como Consejero de Planificación y Desarrollo
- Antonio Rosa Plaza (1987-1989)
- Ramón Ropero Mancera (1989-1993)
- Manuel Amigo Mateos (1993-2007)

Desde 2007 hasta 2011 las competencias de Desarrollo Empresarial son repartidas entre la Consejería de Economía, Comercio e Innovación (María Dolores Aguilar) y la Consejería de Industria, Energía y Medio Ambiente (José Luis Navarro Ribera)
- Cristina Elena Teniente Sánchez (2007-Actualidad)